# 大乗寺 (兵庫県香美町)
大乗寺（だいじょうじ）は、兵庫県美方郡香美町にある高野山真言宗の寺院。円山応挙ゆかりの寺で応挙寺ともいう。西国薬師四十九霊場第二十八番札所。

## 歴史
寺伝によれば745年（天平17年）に行基が自刻の聖観音を本尊として創建したと伝えられている。
その後、戦乱を受け寺勢は衰退するが、江戸時代後期の寛政年間（1789年 - 1800年）に当時の住職、密蔵らにより再興された。
密蔵は京都訪問の際に苦学中の円山応挙に銀三貫目を与えた。応挙は大成したのち、密蔵の恩に報いるため、弟子12名とともに客殿襖絵・屏風などに取り組み多数の作品を残した。このうち165点は国の重要文化財に指定されている。

## 境内
- 客殿
- 観音堂
- 薬師堂
- 山門

## 文化財

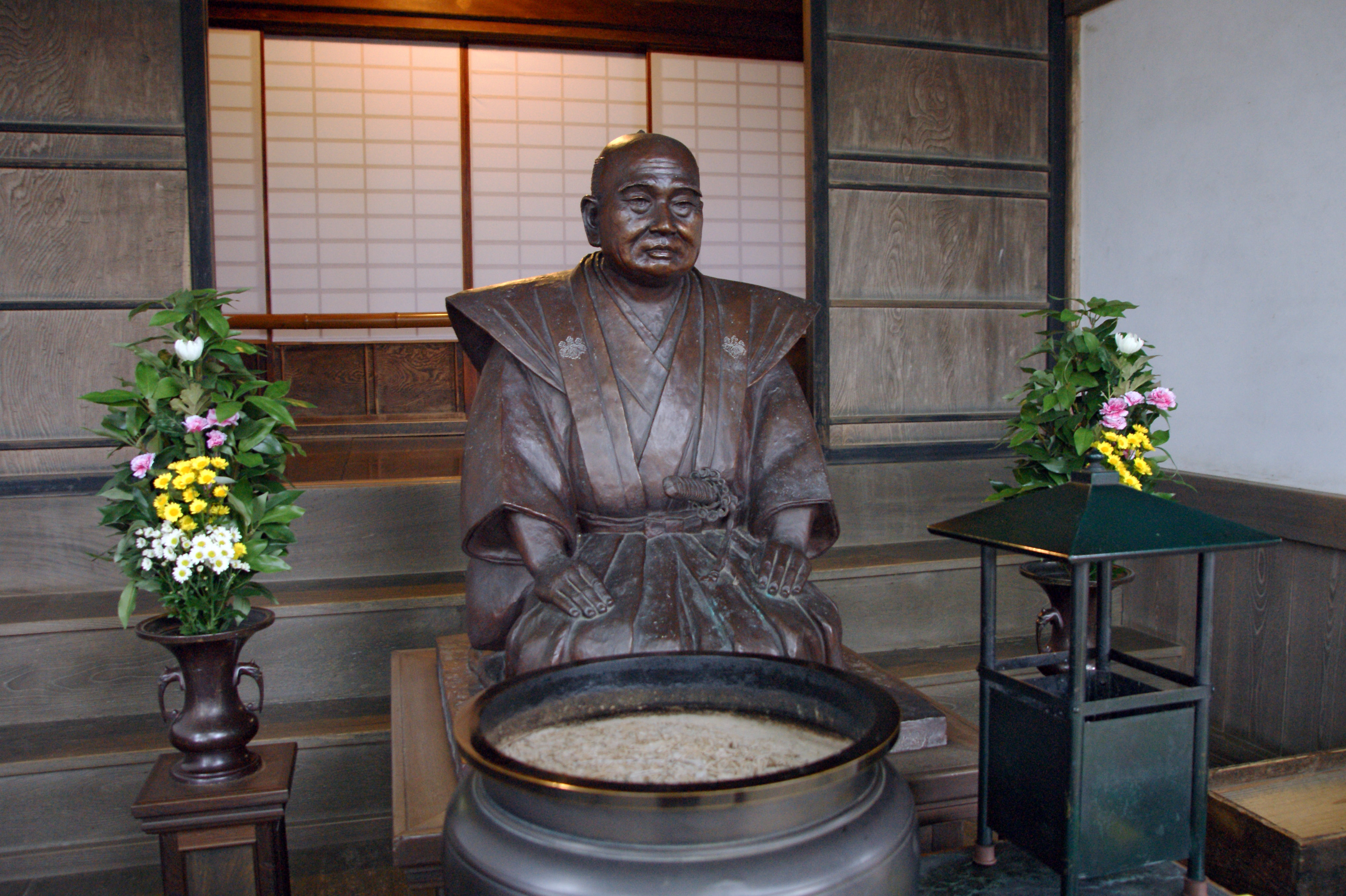
円山応挙像

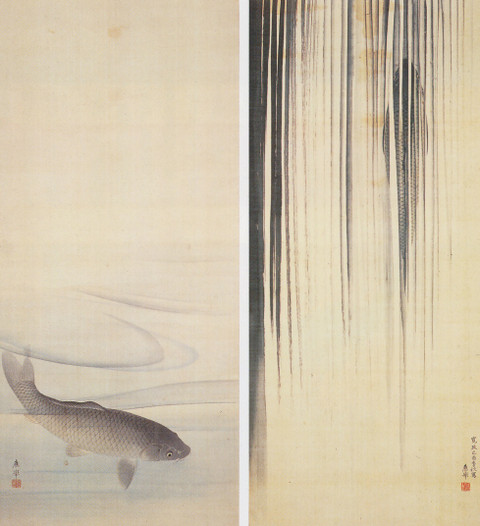
龍門鯉魚図（1789年）円山応挙

### 重要文化財（国指定）
- 客殿障壁画

客殿の山水の間、芭蕉の間、孔雀の間、農業の間、禿山の間、狗子の間、使者の間、仙人の間、仏間、鯉の間、藤の間、猿の間、鴨の間の計13室に円山応挙、呉春、長沢芦雪ら応挙一門による障壁画が描かれている（内訳は後述）。
- 木造十一面観音立像
- 木造聖観音立像
- 木造観音立像

### 県指定文化財
- 木造四天王立像
- 木造薬師如来座像
- 客殿・庫裏・山門

町指定文化財
- 元しいがかま古墳天井石
- 大乗寺のくす

### 客殿障壁画
以下の作品が重要文化財に指定されている。うち円山応挙筆の38面は明治34年（1901年）、長沢芦雪筆の11面は昭和28年（1953年）の指定で、その他は昭和44年（1969年）に追加指定されたものである。附（つけたり）指定の襖絵・壁貼付絵等88面、衝立1点、書簡1点を含め、165点が一括指定されている。
- 紙本金地墨画山水図 円山応挙筆 14面（床貼付2、違棚貼付2、壁貼付3、襖貼付7）天明7年12月の年記がある（山水の間）
- 紙本金地著色郭子儀図 円山応挙筆 8面（襖貼付）寛政七年四月の年記がある（芭蕉の間）
- 紙本金地墨画松孔雀図 円山応挙筆 16面（襖貼付）（孔雀の間）
- 紙本淡彩四季耕作図 呉春筆 12面（襖貼付）（農業の間）
- 紙本淡彩群山露頂図 呉春筆 14面（襖貼付）（禿山の間）
- 紙本淡彩群猿図 長沢芦雪筆 11面（襖貼付8、壁貼付3）（猿の間）

（以下は附指定）
- 紙本淡彩梅花狗子図 山本守礼筆 11面（襖貼付）（狗子の間）
- 紙本著色少年行図 山本守礼筆 8面（襖貼付）（使者の間）
- 紙本著色採蓮図 亀岡規礼筆 4面（襖貼付）（使者の間）
- 紙本淡彩群仙図 秀雪亭筆 8面（襖貼付）天明七年九月の年記がある（仙人の間）
- 紙本淡彩蓮池図 円山応瑞筆 8面（襖貼付4、障子腰貼付4）（仏間）
- 紙本淡彩遊鯉図 円山応瑞筆 8面（襖貼付）（鯉の間）
- 紙本著色藤花禽鳥図 奥文鳴筆 3面（壁貼付）（藤の間）
- 紙本金地著色果子図 4面（天袋貼付）（山水の間）
- 紙本淡彩遊亀図 木下応受筆 8面（小壁貼付）（山水の間、芭蕉の間、孔雀の間）
- 紙本淡彩飛燕図 山跡鶴嶺筆 2面（小壁貼付）（農業の間）
- 紙本金地著色鶏図 円山応瑞筆 1面（衝立）
- 紙本墨書応挙書簡等 1巻（7通）
- 紙本淡彩梅花遊禽図 駒井源琦筆 5面（壁貼付1、襖貼付4）（鴨の間）
- 紙本淡彩山雀図 森徹山筆 9面（小壁貼付）（猿の間）
- 紙本淡彩蛾蝶図 山口素絢筆 10面（小壁貼付）乙卯（寛政七年）二月の年記がある（鴨の間）

## 拝観案内
- 9:00～16:00（受付15：40まで） 拝観料 大人1200円　子ども600円（小学生）